# 2648 Owa
A 2648 Owa (ideiglenes jelöléssel 1980 VJ) a Naprendszer kisbolygóövében található aszteroida. Edward L. G. Bowell fedezte fel 1980. november 8-án.